# Dorcadion zanteanum
Dorcadion zanteanum là một loài bọ cánh cứng trong họ Cerambycidae.